# UFC Fight Night: Saint Preux vs. Okami
UFC Fight Night: Saint Preux vs. Okami (também conhecido como UFC Fight Night 117) foi um evento de artes marciais mistas (MMA) produzido pelo Ultimate Fighting Championship, ocorrido no dia 23 de setembro de 2017, na Saitama Super Arena, em Saitama, Japão.

## Background
O evento foi o quinto que a organização recebe em Saitama, e o primeiro desde o UFC Fight Night: Barnett vs. Nelson, em setembro de 2015.
Uma revanche no peso-meio-pesado entre o ex-Campeão Meio-Pesado do UFC, Maurício Rua, e Ovince Saint Preux, seria a luta principal deste evento. A luta havia acontecido anteriormente no UFC Fight Night: Shogun vs. St. Preux, em novembro de 2014, onde Saint Preux derrotou Rua por nocaute em menos de um minuto de luta. Em 16 de setembro, Rua retirou-se do confronto, devido a uma lesão no joelho, e foi substituído pelo ex-desafiante ao Cinturão Peso-Médio do UFC, Yushin Okami.
Naoki Inoue enfrentaria Jenel Lausa no evento, mas ele foi removido do card em 9 de setembro, devido a um deslocamento no ombro. Nenhum substituto foi anunciado até o momento.
Nas pesagens, Mizuto Hirota perdeu o limite pluma de 146 libras, chegando a 150 libras. Como resultado, sua luta com Charles Rosa foi alterada para um peso-alvo e a luta deveria continuar conforme previsto. Posteriormente, Hirota recebeu uma multa de 30% de sua bolsa. Mais tarde naquele dia, Hirota foi retirada devido a preocupações com a saúde e a segurança, já que ele era considerado inapto para competir pela equipe médica do UFC.

## Bônus da Noite
- Luta da Noite:  Jéssica Andrade vs.  Cláudia Gadelha
- Performance da Noite:  Ovince Saint Preux e  Gökhan Saki